# Moustique
Ateliers Moustique war ein belgischer Hersteller von Automobilen.

## Unternehmensgeschichte
Das Unternehmen hatte seinen Sitz an der Rue Saint-Pierre in Etterbeek. Emile Luffin und Henri De Meulenaar leiteten es. 1925 entstand der erste Prototyp. 1926 begann die Serienproduktion. Der Markenname lautete Moustique. Ende 1927 wurde die Produktion aufgegeben. Ende 1927 entstanden auch einige Fahrzeuge mit dem Markennamen Luffin.

## Moustique
Das erste Modell 2 ¾ CV hatte einen Zweizylinder-Boxermotor, Kettenantrieb und einen Elektrostarter. Das Unternehmen gab 75 km/h Höchstgeschwindigkeit und einen Benzinverbrauch von 3 Litern auf 100 km an. Der Neupreis betrug zunächst 10.000 Belgische Franken, im Folgejahr 15.000. In diesem Jahr standen ein Zweisitzer und ein Kastenwagen im Angebot.
Noch 1926 folgte das Modell 6 CV mit einem Vierzylinder-Boxermotor und 80 km/h Höchstgeschwindigkeit. Sein Preis lag je nach Karosseriebauform zwischen 22.000 und 24.000 Franken.

## Luffin
Das einzige Modell war ein kleiner sportlicher Wagen. Er hatte einen Vierzylindermotor, der mit 6 Steuer-PS eingestuft war.